# Loveblows & Lovecries — A Confession
| Оценки критиков | Оценки критиков                                                          |
| Источник        | Оценка                                                                   |
| --------------- | ------------------------------------------------------------------------ |
| Allmusic        | [ 1 ]                                                                    |
| The Big Issue   | 4 из 5 звёзд · 4 из 5 звёзд · 4 из 5 звёзд · 4 из 5 звёзд · 4 из 5 звёзд |
| Q               | 3 из 5 звёзд · 3 из 5 звёзд · 3 из 5 звёзд · 3 из 5 звёзд · 3 из 5 звёзд |

Loveblows & Lovecries — A Confession — дебютный альбом британской арт-рок-группы No-Man. Альбом был выпущен в Великобритании на лейбле One Little Indian Records в мае 1993 года и в немного другом формате в США на 550 Music в мае 1994.
Сингл «Taking It Like a Man» из версии альбома для США достиг 34 позиции на Billboard Dance Chart в апреле 1994 года и был использован в американской ТВ-драме «Агентство моделей».
Альбом был оценён критиками, и по мнению великобританских журналов Melody Maker и Lime Lizard является интригующей комбинацией амбиций арт-рока, текстуры синти-попа и заразительных припевов поп-песен.

## Список композиций

### LP и кассетный релиз

#### Первая сторона
1. «Loveblow» — 1:24
2. «Only Baby» — 3:47
3. «Housekeeping» — 5:29
4. «Sweetheart Raw» — 6:04
5. «Lovecry» — 4:52

#### Вторая сторона
1. «Tulip» — 3:56
2. «Break Heaven» — 4:59
3. «Beautiful and Cruel» — 4:48
4. «Painting Paradise» — 7:32
5. «Heaven's Break» — 4:01

### CD-релиз для Великобритании
1. «Loveblow» — 1:24
2. «Only Baby» — 3:47
3. «Housekeeping» — 5:29
4. «Sweetheart Raw» — 6:04
5. «Lovecry» — 4:52
6. «Tulip» — 3:56
7. «Break Heaven» — 4:59
8. «Beautiful and Cruel» — 4:48
9. «Painting Paradise» — 7:32
10. «Heaven's Break» — 4:01

### Ограниченное издание на двойном CD
Включает в себя мини-альбом Lovesighs — An Entertainment в качестве бонус-диска.

#### Первый диск
1. «Loveblow» — 1:24
2. «Only Baby» — 3:47
3. «Housekeeping» — 5:29
4. «Sweetheart Raw» — 6:04
5. «Lovecry» — 4:52
6. «Tulip» — 3:56
7. «Break Heaven» — 4:59
8. «Beautiful and Cruel» — 4:48
9. «Painting Paradise» — 7:32
10. «Heaven's Break» — 4:01

#### Второй диск
1. «Heartcheat Pop» — 3:52
2. «Days in the Trees: Mahler» — 6:21
3. «Drink Judas» — 3:44
4. «Heartcheat Motel» — 4:38
5. «Kiss Me Stupid» — 4:42
6. «Colours» — 4:10
7. «Iris Murdoch Cut Me Up» — 5:19
8. «Days in the Trees: Reich» — 2:35

### CD-релиз для США
Американское издание включает в себя «Taking It Like a Man» и ремикс сингла «Days in the Trees».
1. «Loveblow» — 1:24
2. «Only Baby»
3. «Housekeeping» — 5:29
4. «Sweetheart Raw» — 6:04
5. «Lovecry» — 4:52
6. «Tulip» — 3:56
7. «Taking It Like a Man» — 6:54
8. «Break Heaven» — 4:59
9. «Beautiful and Cruel» — 4:48
10. «Days in the Trees: Mahler» — 7:03
11. «Painting Paradise» — 7:32
12. «Heaven's Break» — 4:01

## Участники записи
Участники группы:
- Тим Боунесc — вокал, слова
- Бэн Коулмэн — скрипка
- Стивен Уилсон — инструменты

Дополнительные исполнители:
- Ричард Бэрбери — клавишные на «Sweetheart Raw»
- Ричард Феликс — виолончель на «Loveblow»
- Стив Дженсен — драм-машина на «Sweetheart Raw»
- Мик Карн — безладовый бас на «Sweetheart Raw»

## История релиза
| Страна         | Дата     | Лейбл                     | Формат                           | Каталог     |
| -------------- | -------- | ------------------------- | -------------------------------- | ----------- |
| Великобритания | Май 1993 | One Little Indian Records | LP                               | TPLP 57     |
| Великобритания | Май 1993 | One Little Indian Records | Кассета                          | TPLP 57 C   |
| Великобритания | Май 1993 | One Little Indian Records | CD                               | TPLP 57 CD  |
| Великобритания | Май 1993 | One Little Indian Records | Двойной CD, ограниченное издание | TPLP 57 CDL |
| США            | Май 1994 | 550 Music                 | CD                               | BK 53949    |